# Lenguas lunda
Las lenguas lunda son una división de las lenguas bantúes, codificada como "zona L.50" en la clasificación de Guthrie, de acuerdo con Nurse & Philippson (2003), estas lenguas constituiría un grupo filogenético válido. Las lenguas del grupo son:
Lunda, Salampasu, Ruund